# Serra Cabirolera
La Serra Cabirolera és una serra del Prepirineu.
Forma part de la Serra del Cadí. Està situada al municipis de Bagà a la comarca del Berguedà i el de Montellà i Martinet a la comarca de la Cerdanya, amb una elevació màxima de 2.446 metres.